# Atletica leggera ai Giochi della XVIII Olimpiade - Salto in lungo femminile

Video della Finale (film ufficiale dei Giochi)

La competizione del salto in lungo femminile di atletica leggera ai Giochi della XVIII Olimpiade si è disputata il giorno 14 ottobre 1964 allo Stadio Nazionale di Tokyo.

## L'eccellenza mondiale
| Camp.ssa olimpica 1960   | 6,37      | Vera Krepkina       | Rit. 1962 |
| Camp.ssa europea 1962    | 6,36      | Tat'jana Ščelkanova | Presente  |
| Primatista mondiale      | 6,70 1964 | Tat'jana Ščelkanova | Presente  |
| Vincitore dei Trials USA | 6,50w     | Willye White        | Presente  |

## Risultati

### Turno eliminatorio
Qualificazione6,00 m
Diciassette atlete ottengono la misura richiesta. Il turno di qualificazione è impreziosito da due record olimpici: prima Ingrid Mickler (Germania) salta 6,37; successivamente Mary Rand (Gran Bretagna) atterra a 6,52. La sovietica Shčelkanova, primatista mondiale con il 6,70 fatto a luglio, è avvisata.
| Pos. | Atleta                 | Nazione          | Lanci | Lanci | Lanci | Misura |
| Pos. | Atleta                 | Nazione          | 1°    | 2°    | 3°    | Misura |
| ---- | ---------------------- | ---------------- | ----- | ----- | ----- | ------ |
| 1    | Mary Rand              | Gran Bretagna    | 6,52  | .     | .     | 6,52   |
| 2    | Helga Hoffmann         | Germania         | 6,44  | .     | .     | 6,44   |
| 3    | Irena Kirszenstein     | Polonia          | 5,80  | 6,43  | .     | 6,43   |
| 4    | Viorica Viscopoleanu   | Romania          | n     | 6,37  | .     | 6,37   |
| 5    | Ingrid Becker          | Germania         | 6,37  | .     | .     | 6,37   |
| 6    | Berit Berthelsen       | Norvegia         | n     | 6,32  | .     | 6,32   |
| 7    | Tat'jana Ščelkanova    | Unione Sovietica | 6,32  | .     | .     | 6,32   |
| 8    | Willye White           | Stati Uniti      | 6,28  | .     | .     | 6,28   |
| 9    | Hildrun Claus          | Germania         | n     | 6,28  | .     | 6,28   |
| 10   | Maria Vittoria Trio    | Italia           | 6,18  | .     | .     | 6,18   |
| 11   | Diana Yorgova          | Bulgaria         | n     | n     | 6,11  | 6,11   |
| 12   | Tat'jana Talyševa      | Unione Sovietica | 6,08  | .     | .     | 6,08   |
| 13   | Sheila Parkin-Sherwood | Gran Bretagna    | 6,04  | .     | .     | 6,04   |
| 14   | Oddrun Hokland         | Norvegia         | 5,90  | 5,93  | 6,03  | 6,03   |
| 15   | Johanna Bijleveld      | Paesi Bassi      | n     | 6,02  | .     | 6,02   |
| 16   | Aida Chuyko            | Unione Sovietica | 5,71  | 5,88  | 6,00  | 6,00   |
| 17   | Alix Jamieson          | Gran Bretagna    | 6,00  | .     | .     | 6,00   |
| 18   | Martha Rae Watson      | Stati Uniti      | n     | 5,94  | 5,88  | 5,94   |
| 19   | Jo Ann Terry           | Stati Uniti      | 5,65  | 5,59  | 5,91  | 5,91   |
| 20   | Nina Hansen            | Danimarca        | 5,89  | 5,73  | 5,58  | 5,89   |
| 21   | Sachiko Kishimoto      | Giappone         | 5,87  | 5,80  | 5,70  | 5,87   |
| 22   | Helen Frith            | Australia        | 5,83  | 5,71  | 5,83  | 5,83   |
| 23   | Etelka Kispál          | Ungheria         | 5,69  | 5,64  | 5,48  | 5,69   |
| 24   | Chi Cheng              | Taiwan           | 5,67  | 5,64  | .     | 5,67   |
| 25   | Emiko Koumaru          | Giappone         | 5,26  | 5,44  | 5,66  | 5,66   |
| 26   | Evelia Farina          | Argentina        | 5,56  | 5,39  | 5,57  | 5,57   |
| 27   | Lolita Lagrosas        | Filippine        | 5,18  | 5,52  | 5,19  | 5,52   |
| 28   | Han Juk-Hui            | Corea del Sud    | 5,38  | 5,45  | 5,25  | 5,45   |
| 29   | Alice Annum            | Ghana            | 5,45  | 5,27  | 4,80  | 5,45   |
| 30   | Alicia Kaufmanas       | Argentina        | n     | n     | 5,29  | 5,29   |
| 31   | Simin Safamehr         | Iran             | 5,06  | 4,99  | 4,80  | 5,06   |

### Finale
Al primo turno Mary Rand migliora il suo fresco record olimpico a 6,59, mettendo una seria ipoteca sul titolo. Al secondo e terzo turno si vedono due ottimi salti della junior polacca Irena Kirszenstein: 6,43 e 6,56. La Shčelkanova è terza con 6,42.
Al quarto e quinto turno Mary Rand mette a segno il suo capolavoro: si migliora a 6,63 e poi a 6,76, nuovo record del mondo. Dietro di lei la Kirszenstein sale di 4 cm (6,60). La Rand completa la sua gara eccezionale con un 6,60 all'ultimo turno. Ingrid Mickler, che ha saltato misure attorno ai 6,30, esegue un'ultima prova a 6,40, ma non le basta per entrare in medaglia. La vincitrice dei Trials USA, Willye White, si classifica soltanto al 12º posto.
Mary Rand è la prima britannica a vincere un oro olimpico nell'atletica leggera. Irena Kirszenstein, che a diciott'anni si affaccia sul palcoscenico mondiale, avrà poi una gloriosa carriera nella velocità.
| Pos.    | Atleta                 | Età | Nazione          | Salti | Salti | Salti | Salti           | Salti           | Salti           | Misura |
| Pos.    | Atleta                 | Età | Nazione          | 1°    | 2°    | 3°    | 4°              | 5°              | 6°              | Misura |
| ------- | ---------------------- | --- | ---------------- | ----- | ----- | ----- | --------------- | --------------- | --------------- | ------ |
| Oro     | Mary Rand              | 24  | Gran Bretagna    | 6,59  | 6,56  | 6,57  | 6,63            | 6,76            | 6,61            | 6,76   |
| Argento | Irena Kirszenstein     | 18  | Polonia          | 5,86  | 6,43  | 6,56  | 6,03            | 6,60            | n               | 6,56   |
| Bronzo  | Tat'jana Ščelkanova    | 27  | Unione Sovietica | 6,21  | 6,09  | 6,42  | 6,34            | 6,39            | n               | 6,42   |
| 4       | Ingrid Becker          | 22  | Germania         | 5,97  | 6,24  | 6,34  | 6,25            | 6,38            | 6,40            | 6,40   |
| 5       | Viorica Viscopoleanu   | 25  | Romania          | n     | 6,35  | n     | 6,32            | n               | 6,32            | 6,35   |
| 6       | Diana Jorgova          | 22  | Bulgaria         | 6,24  | 6,01  | 6,21  | -               | 5,63            | 6,06            | 6,24   |
| 7       | Hildrun Claus          | 25  | Germania         | 6,06  | 6,24  | 6,04  | Non Qualificate | Non Qualificate | Non Qualificate | 6,24   |
| 8       | Helga Hoffmann         | 27  | Germania         | 6,03  | 6,23  | n     | Non Qualificate | Non Qualificate | Non Qualificate | 6,23   |
| 9       | Berit Berthelsen       | 20  | Norvegia         | 6,19  | n     | 6,03  | Non Qualificate | Non Qualificate | Non Qualificate | 6,19   |
| 10      | Tat'jana Talyševa      | 27  | Unione Sovietica | 6,18  | 6,04  | 6,03  | Non Qualificate | Non Qualificate | Non Qualificate | 6,18   |
| 11      | Aida Chuyko            | 28  | Unione Sovietica | 6,13  | 5,53  | n     | Non Qualificate | Non Qualificate | Non Qualificate | 6,13   |
| 12      | Willye White           | 25  | Stati Uniti      | 5,90  | 5,65  | 6,07  | Non Qualificate | Non Qualificate | Non Qualificate | 6,07   |
| 13      | Sheila Parkin-Sherwood | 19  | Gran Bretagna    | 4,77  | n     | 6,04  | Non Qualificate | Non Qualificate | Non Qualificate | 6,04   |
| 14      | Maria Vittoria Trio    | 17  | Italia           | n     | 5,98  | 5,82  | Non Qualificate | Non Qualificate | Non Qualificate | 5,98   |
| 15      | Johanna Bijleveld      | 24  | Paesi Bassi      | 5,77  | 5,88  | 5,93  | Non Qualificate | Non Qualificate | Non Qualificate | 5,93   |
| 16      | Oddrun Hokland         | 22  | Norvegia         | 5,54  | 5,61  | 5,68  | Non Qualificate | Non Qualificate | Non Qualificate | 5,68   |
| 17      | Alix Jamieson          | 22  | Gran Bretagna    | 5,64  | 5,65  | -     | Non Qualificate | Non Qualificate | Non Qualificate | 5,65   |